# Мейфлауэр (Арканзас)
Мейфлауэр (англ. Mayflower, Arkansas LMA) — город, расположенный в округе Фолкнер (штат Арканзас, США) с населением в 1631 человек по статистическим данным переписи 2000 года.

## География
По данным Бюро переписи населения США город Мейфлауэр имеет общую площадь в 7,51 квадратных километров, водных ресурсов в черте населённого пункта не имеется.
Мейфлауэр расположен на высоте 86 метров над уровнем моря.

## Демография
По данным переписи населения 2000 года в Мейфлауэре проживал 1631 человек, 500 семей, насчитывалось 740 домашних хозяйств и 872 жилых дома. Средняя плотность населения составляла около 211,8 человек на один квадратный километр. Расовый состав Мейфлауэра по данным переписи распределился следующим образом: 95,16 % белых, 3,37 % — чёрных или афроамериканцев, 0,31 % — коренных американцев, 0,06 % — азиатов, 0,86 % — представителей смешанных рас, 0,25 % — других народностей. Испаноговорящие составили 0,67 % от всех жителей города.
Из 740 домашних хозяйств в 20,7 % — воспитывали детей в возрасте до 18 лет, 53,8 % представляли собой совместно проживающие супружеские пары, в 10,0 % семей женщины проживали без мужей, 32,4 % не имели семей. 27,8 % от общего числа семей на момент переписи жили самостоятельно, при этом 11,6 % составили одинокие пожилые люди в возрасте 65 лет и старше. Средний размер домашнего хозяйства составил 2,20 человек, а средний размер семьи — 2,66 человек.
Население города по возрастному диапазону по данным переписи 2000 года распределилось следующим образом: 17,5 % — жители младше 18 лет, 7,2 % — между 18 и 24 годами, 24,3 % — от 25 до 44 лет, 30,9 % — от 45 до 64 лет и 20,1 % — в возрасте 65 лет и старше. Средний возраст жителей составил 46 лет. На каждые 100 женщин в Мейфлауэре приходилось 92,6 мужчин, при этом на каждые сто женщин 18 лет и старше приходилось 93,0 мужчин также старше 18 лет.
Средний доход на одно домашнее хозяйство в городе составил 35 469 долларов США, а средний доход на одну семью — 39 013 долларов. При этом мужчины имели средний доход в 29 821 доллар США в год против 23 102 долларов среднегодового дохода у женщин. Доход на душу населения в городе составил 19 889 долларов в год. 7,0 % от всего числа семей в округе и 8,6 % от всей численности населения находилось на момент переписи населения за чертой бедности, при этом 9,1 % из них были моложе 18 лет и 14,0 % — в возрасте 65 лет и старше.